# Ionuț Badea
Ionuț Badea (n. 14 octombrie 1975, Buzoești, România) este un antrenor român de fotbal și fost jucător. Ca fotbalist a cunoscut consacrarea la Dinamo București alături de care a devenit campion al României.

## Cariera de fotbalist
Și-a făcut junioratul la Dacia Mioveni, echipă pentru care a și debutat în fotbalul mare, evoluând timp de șase sezoane în Divizia B. În anul 2000 a fost cumpărat de Dinamo București, aici jucând pentru prima dată în Divizia A, primul său meci fiind la data de 10 martie 2001, între Dinamo București și FC Național București. A făcut parte din lotul lui Dinamo câștigător al Cupei României în 2001, jucând câteva minute în finala cu Rocar București. În sezonul următor a ajuns la FC Brașov alături de care a bifat și primele meciuri în Cupa UEFA, chiar marcând un gol în disputa dintre brașoveni și Mika Aștarak. A evoluat apoi pentru Oțelul Galați, dar în 2003 a revenit la Dinamo și a fost parte integrantă a echipei care în sezonul 2003-2004 a reușit eventul în România, câștigând și cupa, și campionatul. În 2005 și-a mai adăugat un trofeu în palmares, obținând din nou Cupa României, alături de Dinamo. După un sezon petrecut la FC Vaslui, în 2006 a ajuns la FC Argeș unde și-a încheiat cariera de jucător.

## Cariera de antrenor
Badea și-a început cariera de antrenor la ultimul club la care a evoluat ca jucător, FC Argeș, conducând echipa în sezonul 2007-2008 la promovare din Liga a II-a. Apoi, cu aceeași echipă, a reușit menținerea în Liga I, mai mult, încheind sezonul 2008-2009 pe locul 10. FC Argeș a fost însă retrogradată la „masa verde”, din cauza scandalului în care a fost implicat patronul echipei, Cornel Penescu. A început sezonul 2009-2010 la FC Argeș, în divizia secundă, însă în pauza de iarnă a demisionat din cauza problemelor financiare. A ajuns la Internațional Curtea de Argeș, pe care a salvat-o de la retrogradarea din Liga I.
Odată cu desființarea echipei din Curtea de Argeș, Badea a ajuns la Pandurii Târgu Jiu cu care a debutat în sezonul 2010-2011. A fost însă demis de la conducerea echipei gorjene din cauza rezultatelor nesatisfăcătoare. În noiembrie 2010 a fost instalat în funcția de antrenor principal la Universitatea Cluj, unde a stat 2 ani. A stat un an la FC Brașov, după care a fost demis din cauza rezultatelor nesatisfăcătoare. În 2013 l-a înlocuit pe Petre Grigoraș la Oțelul Galați, care a renunțat din cauza problemelor financiare de la club.
La 9 mai 2021, Badea a fost numit antrenor principal al echipei Astra Giurgiu.
În ianuarie 2022, Badea a devenit antrenorul principal al echipei UTA Arad. Contractul său s-a încheiat la finalul sezonului, iar înțelegerea nu a fost prelungită.